# 5043 Zadornov
5043 Zadornov (1974 SB5) là một tiểu hành tinh vành đai chính được phát hiện ngày 19 tháng 9 năm 1974 bởi L. I. Chernykh ở Đài vật lý thiên văn Crimean.